# Lovely Luna
Lovely Luna es un dúo español de música folk formado por Félix Árias y Xoel López. El dúo comienza su andadura en La Coruña (Galicia) en 1995.

## Biografía

### Origen y primeras grabaciones
El nombre de la banda fue tomado del vídeo de The Rolling Stones Rock and Roll Circus [cita requerida] donde Keith Richards da paso a una parte del espectáculo acompañado por "Lovely Luna", su ayudante.
En el año 1997 realizaron una primera grabación en los estudios Midimaster de La Coruña. No existe una edición oficial de estos temas, no obstante aparecerían más adelante en su primer disco. 
Más adelante en 1999 se edita el primer disco de la banda que incluye las grabaciones iniciales y otras nuevas. Todas las canciones son en inglés y el disco se edita exclusivamente en vinilo: la cara A contenía 6 temas grabados el año 1997 en los estudios Midimaster y la cara B otros 6 grabados en el estudio Voces Meigas de La Coruña en enero de 2010. El disco fue editado por una pequeña discográfica leridana  llamada Guerssen Records.

### Su etapa con Mushroom Pillow
El año 2004 editan Las cosas que nade debe ver, completamente en castellano editado por la discográfica Mushroom Pillow.

### Etapa independiente
A finales de 2008 empiezan a grabar su tercer disco en los estudios CASADIÓS. Este es producido por Juan de Dios (que ha producido discos de  bandas como Deluxe o Amaral).

## Discografía
- Lovely Luna 1997-2000 (Guerssen Records), 2000)
- Las cosas que nadie debe ver (Mushroom Pillow,2004)
- Chang y Eng (Esputnik/Goidel,2009)